# Cantó de Rouen-2
El cantó de Rouen-2 és un cantó francès del departament del Sena Marítim, situat al districte de Rouen. Compta amb part del municipi de Rouen.

## Municipis
- Rouen

## Història
| Data d'elecció                           | Identitat           | Partit               | Qualitat |
| ---------------------------------------- | ------------------- | -------------------- | -------- |
| 1945-1958                                | Jacques Chastellain | Divers droite        |          |
| 1958-1993                                | Jean Lecanuet       | CD, després UDF-CDS  |          |
| 1993-1994                                | Jacqueline Lecanuet | UDF-CDS              |          |
| 1994-                                    | Patrick Herr        | UDF-CDS, després UMP |          |
| les dades anteriors no són pas conegudes |                     |                      |          |
|                                          |                     |                      |          |